# Station Łomża
Station Łomża was een spoorwegstation in de Poolse plaats Łomża.